# Servigny-lès-Raville
Servigny-lès-Raville är en kommun i departementet Moselle i regionen Grand Est (tidigare regionen Lorraine) i nordöstra Frankrike. Kommunen ligger i kantonen Pange som tillhör arrondissementet Metz-Campagne. År 2022 hade Servigny-lès-Raville 487 invånare.

## Befolkningsutveckling
Antalet invånare i kommunen Servigny-lès-Raville
| Referens: INSEE |